# Lineodes vulnifica
Lineodes vulnifica là một loài bướm đêm trong họ Crambidae.